# Heinrich Zimmermann (Politiker, 1893)
Heinrich Zimmermann (* 5. August 1893 in Berlin; † 4. Juli 1963 in Gifhorn) war ein deutscher Landwirt und Politiker (DP).

## Leben und Beruf
Nach dem Besuch der Volksschule und dem Abitur am Gymnasium studierte Zimmermann Rechts- und Staatswissenschaften in Berlin. Von 1914 bis 1918 nahm er als Soldat am Ersten Weltkrieg teil. Während des Krieges erlitt er eine durch Gelbkreuzgranaten verursachte Gasvergiftung. Er promovierte 1919 zum Dr. rer. pol. und arbeitete anschließend mehrere Jahre in der Privatwirtschaft im In- und Ausland. Seit 1933 war er als selbständiger Landwirt in Isenbüttel tätig.

## Wirken
Zimmermann trat nach 1945 in die DP ein, war zunächst Kreis- und Bezirksvorsitzender und wurde später zum stellvertretenden Landesvorsitzenden der Partei in Niedersachsen gewählt. Zimmermann war 1945/46 Bürgermeister der Gemeinde Isenbüttel und amtierte später als Landrat des Kreises Gifhorn.
Zimmermann war nach 1945 Kreistagsmitglied des Kreises Lüneburg und Mitglied des dortigen Bezirkslandtages. Von 1947 bis zu seiner Mandatsniederlegung am 29. März 1954 war er Mitglied des Niedersächsischen Landtages. 1949 war er Mitglied des Wirtschaftsrates der Bizone. Dem Deutschen Bundestag gehörte er von 1953 bis 1957 an. Im Parlament vertrat er den Wahlkreis Uelzen. Seit dem 14. Juli 1957 war er Mitglied der DP/FVP-Bundestagsfraktion.